# Humanoid City Live
Humanoid City Live è il secondo album live ed il quinto DVD dei Tokio Hotel, pubblicato il 20 luglio 2010 dall'etichetta Universal Music Group.
È stato registrato durante il concerto della band tenutosi al Forum d'Assago il 12 aprile 2010, durante il Welcome to Humanoid City Tour. Il DVD del concerto è stato prodotto dal regista Jim Gable ed include alcuni backstage del precedente DVD, Tokio Hotel: Caught on Camera (2008), oltre ad una galleria fotografica della band a Londra. Per effettuare le riprese, il regista Jim Gable si è servito di 15 telecamere ad alta definizione.
Le date del tour in Europa sono state annunciate ufficialmente il 22 ottobre 2009. Esso è iniziato il 22 febbraio 2010 e comprendeva ben 32 città diverse, tra le quali Torino, Padova, Roma e Milano. La scenografia del concerto a Milano è stata creata da Misty Buckley.
Humanoid City Live è stato reso anche disponibile per il download su iTunes.

## Tracce
1. Noise (Live) – 4:22
2. Human Connect to Human (Live) – 3:51
3. Break Away (Live) – 3:23
4. Pain of Love (Live) – 4:51
5. World Behind My Wall (Live) – 4:18
6. Hey You (Live) – 3:48
7. Alien (English Version) (Live) – 3:05
8. Ready, Set, Go! (live) – 3:35
9. Humanoid (German Version) (Live) – 2:21
10. Phantomrider (Live) – 5:51
11. Dogs Unleashed (Live) – 3:43
12. Love & Death (Live) – 3:17
13. In Your Shadow I Can Shine (Live) – 3:04
14. Automatic (Live) – 3:13
15. Screamin' (Live) – 4:17
16. Darkside of the Sun (Live) – 3:54
17. Zoom Into Me (Live) – 3:38
18. Monsoon (Live) – 4:05
19. Forever Now (Live) – 4:12

## Classifiche

### DVD
| Paese             | Posizione massima |
| ----------------- | ----------------- |
| Austria           | 5                 |
| Belgio (Fiandre)  | 3                 |
| Belgio (Vallonia) | 1                 |
| Danimarca         | 3                 |
| Finlandia         | 2                 |
| Francia           | 1                 |
| Germania          | 1                 |
| Italia            | 5                 |
| Paesi Bassi       | 4                 |
| Norvegia          | 3                 |
| Portogallo        | 2                 |
| Rep. Ceca         | 1                 |
| Spagna            | 2                 |
| Svezia            | 1                 |
| Svizzera          | 1                 |

### CD
| Paese             | Posizione massima |
| ----------------- | ----------------- |
| Austria           | 58                |
| Belgio (Fiandre)  | 74                |
| Belgio (Vallonia) | 37                |
| Francia           | 25                |
| Germania          | 7                 |
| Grecia            | 18                |
| Italia            | 9                 |
| Messico           | 15                |
| Paesi Bassi       | 59                |
| Rep. Ceca         | 3                 |
| Spagna            | 36                |
| Svezia            | 33                |